# Фузијон
Фузијон (фр. Fouzilhon) је насеље и општина у јужној Француској у региону Лангдок-Русијон, у департману Еро која припада префектури Безје.
По подацима из 2011. године у општини је живело 227 становника, а густина насељености је износила 42,12 становника/km². Општина се простире на површини од 5,39 km². Налази се на средњој надморској висини од 160 метара (максималној 214 m, а минималној 134 m).

## Демографија
| 1962. | 1968. | 1975. | 1982. | 1990. | 1999. | 2011. |
| ----- | ----- | ----- | ----- | ----- | ----- | ----- |
| 135   | 162   | 128   | 143   | 135   | 146   | 227   |

График промене броја становника у току последњих година